# Instituto Max Planck de História do Direito Europeu

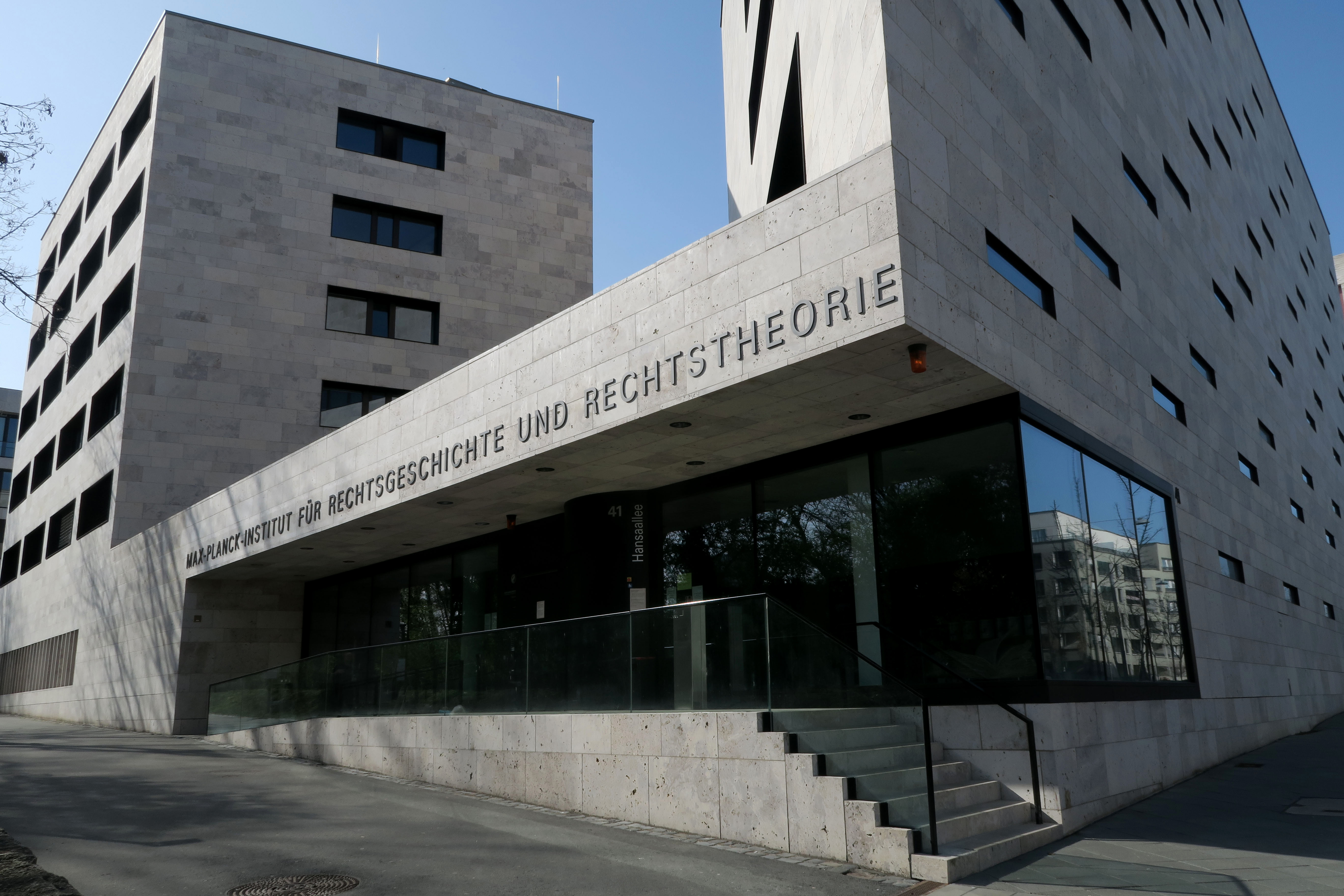
edificio do instituto

O Instituto Max Planck de História do Direito Europeu (em alemão: Max-Planck-Institut für europäische Rechtsgeschichte) também conhecido pela abreviatura MPIeR, é um dos atuais 83 institutos da Sociedade Max Planck (MPG). Situado em Frankfurt am Main, desde a sua criação, em 1964, o Instituto recebe pesquisadores e pesquisadoras de todos os lugares do mundo para desenvolver trabalhos que exploram a história do direito em suas diversas perspectivas. O Instituto é chamado por António Manuel Hespanha de “um dos templos da historiografia jurídica alemã”. De acordo com Ignacio Gutiérrez Gutiérrez, o Instituto elevou Frankfurt am Main ao estatuto de "capital europeia da história do direito".

## História
O diretor fundador do Instituto foi Helmut Coing (1964-1979). Posteriormente, passaram pela diretoria Dieter Simon (1980-2001), Walter Wilhelm (1980-1987), Michael Stolleis (1991-2006) e Marie Theres Fögen (2001-2008). Após sua aposentadoria, em 2006, Michael Stolleis assumiu como diretor interino do Instituto em setembro de 2007, em função do falecimento de Marie Theres Fögen, e assim permaneceu até o final de 2009. Em 2010, Thomas Duve assumiu como Diretor e responsável científico pela instituição. Em dezembro de 2014, Stefan Vogenauer também se tornou diretor, e em 2016 assumiu a gestão científica da instituição. Atualmente, os membros científicos do MPIeR são Thomas Duve, Dieter Simon, Michael Stolleis e Stefan Vogenauer. O membro científico externo do Instituto é Knut Wolfgang Nörr.

## Publicações
- O instituto publica uma revista semestral chamada Rechtsgeschichte com três seções: artigos acadêmicos originais, debates e resenhas. As contribuições são escritas principalmente em alemão, mas também em inglês, italiano, português e outras línguas europeias. O conteúdo completo é disponibilizado on-line após 3 anos da publicação.
- O instituto publica aproximadamente 10 a 15 monografias e antologias por ano em sua série própria de livros sobre história do Direito (Studien zur europäischen Rechtsgeschichte).
- A biblioteca do Instituto facilita o acesso aberto a textos completos escaneados de peças de sua coleção de literatura jurídica. Entre outros, uma coleção de revistas jurídicas dos séculos XVIII e XIX.